# WILLCOM CORE 3G
WILLCOM CORE 3G  (ウィルコムコアスリージー) はPHSを中心とする移動体通信事業者であったウィルコム (現・ソフトバンク) がNTTドコモのFOMAハイスピード網または、ソフトバンクの3G ハイスピードないしはULTRA SPEED網を利用して提供していた、MVNOの通信サービスである。
2010年8月時点での契約者数は118,600件となる。
Y!mobileブランド開始に伴い、約款上は、データ専用プランは「ウィルコム3G」の名称に読み替えられている。

## 概要

### ドコモ網によるサービス
ウィルコムは2009年7月1日より次世代PHSといわれるXGP方式のWILLCOM CORE XGP といわれるモニターサービスを法人向けに開始した。しかし、当サービスは基地局の構築から始めなければならず、全国展開までには時間がかかるため、それまでの補完として、2012年12月31日を期限として、すでに人口カバー率100%である、NTTドコモのFOMAハイスピード網を利用したMVNOでの通信事業を、日本通信の協力体制 (MVNE) により2009年3月9日より開始した。
通信速度は最大7.2Mbpsとなる。HX004IN・HX006ZTおよびHX007ZT利用時はHSUPA (アップリンク5.7Mbps) にも対応する。サービス開始当初は法人向けのみのサービスで、2009年06月26日より個人でも利用が可能となった。
割賦払い分の代金を除き税込105円で1ポイントが付与され、500ポイントで1コインとなり、コイン単位で各種サービスに利用可能となるウィルコムサポートコインサービスのポイント付加対象外である。なお、同サービスはPHSへのポイント付加についても2013年4月利用分を以て停止されている。
2010年1月28日のWS027SHの発売に併せて、専用の料金プランである新ウィルコム定額プランGの設定が開始された。こちらについては、3G利用分へのサポートコインサービスのポイント加算やW-VALUE割引の対象から外れ、PHS利用分のみ対象である。
本サービスで利用するUIMカードは、FOMAカード バージョン3 (白) そのものであり、ディズニー・モバイルなどのような独自デザインのものではない。電話番号は、総務省がドコモに割り当てた番号帯から設定されるが、一般のドコモ契約のような旧地域会社ごとに別々の番号帯を割り当てる形式ではなく、ドコモ割当枠 (旧中央会社割当番号および地域会社統合後に新たに割り当てられた番号帯) の中からウィルコム専用に番号帯を設定する。厳密には、日本通信向けに割り振った番号をウィルコムの契約でも利用する形になっている。なお、FOMAカードはあらかじめ電話番号を書き込んだ状態で販売店に卸される。また、これによって割り当てられる080の番号では、ウィルコムサービスセンターの自動音声による受付ができないものがあるとしている。因みに、日本通信と契約したケースと同様、全国1社体制となる前のNTTドコモ、つまり現在の関東・甲信越地域エリアに割り当てされる番号帯相当の割当番号が付与される。
なお、本契約用の番号にかけた場合のガイダンスは、ドコモのDoPaシングル契約の場合の「こちらはNTTドコモです。おかけになった電話番号は、お客様のご指定により、パケット通信サービス専用となっており、音声によるご利用は出来ません。恐れ入りますが番号をお確かめになって、お掛け直し下さい」に類似したものであり、「こちらはNTTドコモです。おかけになった電話は、データ通信専用となっており、音声によるご利用は出来ません。番号をお確かめになって、お掛け直し下さい」である。
後述するソフトバンクモバイル網のサービス開始に伴って、2010年9月30日には新規契約は停止されている。ドコモとの回線利用の契約期限が2012年3月31日までであることを理由に、ドコモ・日本通信との契約更新を行わず、ドコモ網を利用したサービスについては、翌4月1日よりインターネットイニシアティブが業務を継承し、ウィルコムとしてのサービスは終了した。対象となる料金プランは、3Gデータ定額、3Gデータ定額ビジネス、新ウィルコム定額プランGで、新ウィルコム定額プランGのPHS回線部分についてはインターネットイニシアティブへの承継対象とはならない。このため、サポート業務等は、インターネットイニシアティブより受託する形でウィルコムが引き続き行う形となる。
なお、この承継にあたり、契約情報の提供・交換等をインターネットイニシアティブとの間で実施するとしている。
2017年11月30日を以て、サービス終了予定となり、同日時点で契約を継続していた場合は、強制解約の措置がとられる。

### ソフトバンク網によるサービス
ウィルコムの会社更生法申請の影響で、WILLCOM CORE XGPサービスが受け皿会社であるWireless City Planningが譲受する見通しになった事で、同方式の繋ぎサービスではなくなる可能性が高まったこと。このから、当初の期限である2012年12月31日以降も提供可能となるよう、当サービスのMNOにあたるエヌ・ティ・ティ・ドコモに対して交渉していると報じられていた。
その後、ソフトバンクモバイルの役員陣がウィルコムの管財人・管財人代理に送り込まれた影響などもあり、2010年9月27日、同年10月1日よりソフトバンクモバイル・3G ハイスピード網を利用したサービスを新設すると発表した。ただし、従来の端末ではソフトバンクモバイル網を利用したサービスは利用できないため、切り替えを希望する場合は同じ型番のものであっても新規に端末の購入が必要となる。この発表時点での対応端末は、HX004IN、HX007ZT、WS027SH (ただし、新ウィルコム定額プランGS対応版) とされ、HSUPAの最高速度は、MAX1.4Mbpsとなる。
ソフトバンクモバイル網を利用した場合の当サービス用電話番号は、ソフトバンクモバイルの関東・甲信越エリア (旧ジェイフォン東京の営業地域) 用に確保されている番号帯の中から割り振られる。これは、EMOBILE 4G-Sなどと同様。
これに伴い、2010年9月29日に、従前からのドコモ網利用のサービスの店頭受付を同年9月30日で停止すると発表されたが、(このタイミングでは) ドコモ網を利用したサービスの終了については現時点では予定されていない。したがって、新プランで用意されていない個人向けのサービスは、同年10月以降、当面店頭では新規契約できなくなる。
原則、利用に応じて付加されるウィルコムサポートコインサービスのポイント付加対象外である。ただし、基本料金にPHS利用分の定額分に3G回線の利用料がバンドルされている場合などは、一部に例外がある。
2010年12月1日付で、正式にウィルコムがソフトバンクグループとなったことに伴い、当面はウィルコムにおけるデータ通信は法人向けに特化して、個人向けには、ソフトバンクモバイルが2011年開始予定のULTRA SPEEDの利用などを勧めていく方針であるとしている。
2011年4月より、ULTRA SPEED網対応のサービスが開始され、事実上SoftBank 004ZをウィルコムブランドにリモデルしたHX008ZTが対応端末の初号機として発表されている。2011年10月7日、SoftBank 007Zをウィルコムブランドにリモデルした007Zが発売開始され、名実ともに個人名義で単独データ端末としての契約が可能となった。この端末は、イー・アクセス網も使えるデュアルモード端末となる。
2012年6月21日より、PHS／3Gデュアルモード対応スマートフォンWX04Kの発売に合わせて、3G回線による音声通話サービスの提供を開始した。いわゆるキャリアメールのドメイン名は、wcm.ne.jp。2014年8月以降にアドレス変更を行った場合のドメイン名は、ymobile.ne.jpとされる。なお、当端末ではソフトバンクモバイルを含めた他社からのMNP転入や転出も可能となっているが、2014年10月よりPHS番号も対象となる以前は、3G用番号のみの対応だった。
2013年7月には、従来のサービスに加えてWireless City PlanningのAXGP網も利用可能なWX10Kが発売された。こちらのブランド名称については明らかにされていない。
2014年8月、Y!mobileブランド発足に伴い、約款上、WX04K、WX10Kなどの3G/PHSデュアルモード端末は「電話サービス (タイプ3)」、201HWなどの3G音声シングル端末は、EMOBILE 4G-S同様、「電話サービス (タイプ1)」、データ単体契約は「ウィルコム3G契約」の扱いとなった。タイプ1・3ともに、AXGPサービス利用可能なものを含む。
なお、PHSとスマートフォンの2台セットのケースとデータ単体契約の持ち込み新規加入は、ワイモバイルとなってからは不可とされている。タイプ3契約は、2015年9月30日を以て新規受け付け停止となっており、新規の契約が不可となっている。ソフトバンク株式会社がソフトバンクモバイル時代にULTRA SPEEDとして開始したネットワーク網がLTE網に転換されることになっており、当該周波数にしか対応していない端末については、使用不可となり、ソフトバンク株式会社のBand 1/8とのUMTSトライバンド対応機については、速度の低下が実施される予定。

## 対応端末
特記事項のないものは、HSDPA最大7.2Mbps対応、USBタイプ、HSUPA非対応である。斜体字はドコモ網対応版のみのもの、細字はSBM網対応版のみのものである。太字は、ドコモ網対応版とSBM網対応版がそれぞれあるもので、それぞれに対応した端末を要し、両方のUIMカードを受け付けるわけではない。
- シャープ製
  - WS027SH - Windows Mobile 6.5 OS搭載のスマートフォン。WILLCOMのPHS (音声・データとも) とのデュアル対応である。新ウィルコム定額プランG対応機はHSUPA5.7Mbps対応だが、新ウィルコム定額プランGS対応機はHSUPA1.4Mbps対応。
  - SoftBank 005SH - ソフトバンクモバイルブランドのAndroidスマートフォン端末。1.5GHz帯対応だが、上り7.2Mbps/下り1.4Mbps対応に留まっている。ウィルコム契約の場合は、WX01Sとの抱き合わせ販売で購入した場合に適用。ソフトバンクモバイル契約とは異なり、音声通話および海外ローミングは不可。
  - SoftBank 003SH - ソフトバンクモバイルブランドのAndroidスマートフォン端末。1.5GHz帯対応だが、上り7.2Mbps/下り1.4Mbps対応に留まっている。ウィルコム契約の場合は、WX01Sとの抱き合わせ販売で購入した場合に適用。ソフトバンクモバイル契約とは異なり、音声通話および海外ローミングは不可。
  - WX04SH - PHS音声・データ通信とWILLCOM CORE 3Gによる音声機能付きスマートフォン機能のデュアルモードによる端末。DC-HSDPAに対応。
  - WX05SH -
- ネットインデックス製
  - HX001IN
  - HX002IN
  - HX004IN - ドコモ網を利用した場合はHSUPA5.7Mbps対応だが、SBM網を利用した場合はHSUPA1.4Mbps対応。
  - HX005IN - コンパクトフラッシュ型
- セイコーインスツル製
  - WX02S - PHS音声通信・メール通信とWILLCOM CORE 3GによるモバイルWi-Fiルータ機能のデュアルモードによる端末。
- 京セラ製
  - WX04K - PHS音声通信とWILLCOM CORE 3Gによる音声機能付きスマートフォン機能のデュアルモードによる端末。HSPA+に対応。
  - WX06K - WILLCOM CORE 3Gによる音声機能付きスマートフォン。WX350Kとの抱き合わせにより購入可能。 HSPA+に対応。
  - WX10K - PHS音声通信とWILLCOM CORE 3Gによる音声機能付きスマートフォン機能に加えてAXGPサービスの利用も可能となったトライモードによる端末。DC-HSDPAにも対応。
- 中興通訊(ZTEジャパン)製
  - HX003ZT - 2010年3月現在、個人向けに提供されている唯一の端末。
  - HX006ZT - 個人向けとしては、2機種目となる。HSUPA5.7Mbps対応。
  - HX007ZT - ExpressCard型、ドコモ網を利用した場合はHSUPA5.7Mbps対応だが、SBM網を利用した場合はHSUPA1.4Mbps対応。
  - HX008ZT - ソフトバンクモバイルのULTRA SPEED網を利用した端末で、アップリンクがMAXで42Mbpsとなる。条件付で、個人契約も可能。事実上、SoftBank 004ZをベースとしたWILLCOM CORE 3G用のモデル。
  - 007Z - SoftBank 007Zをウィルコムブランドにリモデルしたもの。本家同様、サブエリア (イー・モバイル網) の利用も可能。MVNO扱いというよりも、むしろSBMの再販という位置づけとされている。
  - HX009ZT - ソフトバンクモバイルのULTRA SPEED網を利用した端末で、アップリンクがMAXで42Mbpsとなる。事実上、SoftBank 007Z for BizをベースとしたWILLCOM CORE 3G用のモデル。そのため、法人契約専用となる。
  - SoftBank 003Z - ソフトバンクモバイルブランドのAndroidスマートフォン端末。1.5GHz帯対応のため、上り7.2Mbps/下り5.7Mbpsに対応。ウィルコム契約の場合は、WX01NXとの抱き合わせ販売で購入した場合に適用 (オンラインショップでの購入時に限り、WX350Kとの抱き合わせも可能)。ソフトバンクモバイル契約とは異なり、音声通話および海外ローミングは不可。
- デル製
  - SoftBank 001DL - ソフトバンクモバイルブランドのAndroidタブレット端末。1.5GHz帯対応のため、上り7.2Mbps/下り5.7Mbpsに対応。ウィルコム契約の場合は、WX130Sとの抱き合わせ販売で購入した場合に適用。ソフトバンクモバイル契約とは異なり、音声通話および海外ローミングは不可。
- ファーウェイ・ジャパン製
  - SoftBank 007HW - ソフトバンクモバイルブランドのAndroidスマートフォン端末。1.5GHz帯対応のため、上り14Mbps/下り5.7Mbpsに対応。ウィルコム契約の場合は、WX01NXとの抱き合わせ販売で購入した場合に適用。ソフトバンクモバイル契約とは異なり、音声通話および海外ローミングは不可。
  - 201HW - SoftBank 201HWのウィルコムブランドリモデル。音声通話および海外ローミングも可能。